# Hôpital Saint-Pierre de Bruxelles
Pour les articles homonymes, voir Saint-Pierre.
L’Association hospitalière de Bruxelles - Centre hospitalier universitaire Saint-Pierre  est un établissement hospitalier général de Bruxelles qui est membre du réseau hospitalier IRIS, regroupant les hôpitaux publics bruxellois (Institut Jules Bordet, CHU Brugmann, Hôpitaux Iris Sud et Huderf), ainsi que du réseau CHORUS qui regroupe les mêmes hôpitaux, ainsi que les deux hôpitaux privés bruxellois, l'Hôpital Erasme (lié à l'ULB) et le CHIREC.

## Description et histoire
L'hôpital Saint-Pierre est un hôpital de proximité, composé de deux sites: le site César de Paepe (13 rue des Alexiens à 1000 Bruxelles) et le site Porte de Hal (322  rue Haute, à 1000 Bruxelles).
Il est considéré à tort comme le plus ancien hôpital de la ville de Bruxelles, c'est en fait le second plus ancien hôpital. Installé dans une ancienne léproserie du quartier populaire des Marolles datant de 1173, ce n'est qu'en 1783 qu'il reçoit une affectation hospitalière, comme hôpital succursale de l'hôpital Saint-Jean-op-den-Poel, fondé au XIIe siècle et géré par la Confrérie du Saint-Esprit. En 1786, l'hôpital passe sous contrôle public en étant cédé à l'état autrichien. L'hôpital fut reconstruit trois fois : tout d'abord, sous l'égide du docteur Louis Seutin en 1848, puis en 1921 et de 1995 à 2005.
- En 1848 commence la construction d'un nouvel Hospice de style néoclassique, en remplacement des bâtiments construits sous l'Ancien régime. L’architecte Alexis Partoes en réalise les plans ;

- Un nouvel hôpital, beaucoup plus vaste, financé par la Commission d’Assistance publique et la Fondation Rockefeller est décidé en 1921. Cet ensemble de bâtiments, construit de 1926 à 1935 par Jean-Baptiste Dewin, comprend également une école pour les médecins et les infirmières ;
- En 1987, on décide de remplacer à son tour cet hôpital. Les travaux eurent lieu de 1995 à 2005. Les bâtiments construits à front de la rue Haute sont les seuls à avoir été conservés. Le nouvel hôpital consiste en un haut immeuble de forme concave duquel rayonnent cinq ailes et des bâtiments annexes.

L'hôpital Saint-Pierre devient hôpital universitaire en 1788, à la suite du transfert de la faculté de médecine auparavant installée à Louvain, et le restera jusqu'en 1991. Il fut pendant longtemps l'hôpital universitaire de l'Université libre de Bruxelles. La faculté de médecine de l'ULB était installée sur le campus de la Porte de Hal, en face de l'hôpital, jusqu'en 1991, année de son déménagement sur le campus Erasme. Ayant conservé un partenariat avec l'université libre de Bruxelles (ULB) et la Vrije Universiteit Brussel (VUB), l'hôpital Saint-Pierre participe à l'enseignement et à la recherche médicale en Belgique. Il développe des services de pointe qui lui permettent de rayonner tant sur le plan national qu'international (centre de référence pour les maladies infectieuses, Clinique du sein ISALA, Centre Médical d'Aide aux Victimes de l'Excision CeMAViE, etc.).

## Accès
- Site Porte de Hal : ce site est desservi par la station Porte de Hal du métro de Bruxelles ainsi que par les arrêts Porte de Hal et Hôpital Saint-Pierre[N 2] des autobus de Bruxelles (lignes 48 et 52) ; il comporte un parking payant, rue Haute 322.
- Site Alexiens / César de Paepe : ce site est desservi par les arrêts César De Paepe[N 2] (lignes 33 et 48), Chapelle (lignes 33, 48 et 52) et Grand Sablon (lignes 33, 48 et 95) des autobus de Bruxelles ainsi que par la gare de Bruxelles-Chapelle (fermée le week-end) ; il comporte un parking accessible via le 11 rue du Poinçon.